# Hệ tọa độ cầu

Một toạ độ cầu, với O độ góc và góc phương vị trục A. Điểm bán kính r = 4, được nâng lên θ = 50°, và góc phương vị φ = 130°.

Trong toán học, một hệ tọa độ cầu là một hệ tọa độ cho không gian 3 chiều mà vị trí một điểm được xác định bởi 3 số: khoảng cách theo hướng bán kính từ gốc tọa độ, góc nâng từ điểm đó từ một mặt phẳng cố định, và góc kinh độ của hình chiếu vuông góc của điểm đó lên mặt phẳng cố định đó.
Tọa độ cầu của một điểm có thể tính được từ tọa độ Descartes bằng công thức sau
{\displaystyle r={\sqrt {x^{2}+y^{2}+z^{2}}}}
{\displaystyle {\varphi }=\operatorname {arctan} {\biggl (}{\frac {y}{x}}{\biggr )}}
{\displaystyle {\theta }=\arccos \left({\frac {z}{\sqrt {x^{2}+y^{2}+z^{2}}}}\right)}
trong đó atan2(y,x) là một biến thể của hàm arctan trả ra góc tính từ trục x của vector (x,y) trong toàn miền {\displaystyle (-\pi ,\pi ]}. (Ta không thể dùng hàm arctan thông thường, {\displaystyle {\varphi }=\operatorname {arctan} {\biggl (}{\frac {y}{x}}{\biggr )}}, vì nó sẽ trả ra cùng một góc cho (x,y) và (−x,−y)).
Các công thức này giả sử rằng cả hai hệ có cùng điểm gốc, và mặt phẳng cố định là mặt x–y, và góc kinh độ được đo từ trục x, sao cho trục y có giá trị {\displaystyle \varphi =+90^{\circ }}.
Ngược lại tọa độ Descartes có thể tính được từ tọa độ cầu bằng công thức:
{\displaystyle {x}=r\,\cos \varphi \,\sin \theta \quad }
{\displaystyle {y}=r\,\sin \varphi \,\sin \theta \quad }
{\displaystyle {z}=r\,\cos \theta \quad }